# Pierre Bernard (homme politique, 1934, Tarn)
Pour les articles homonymes, voir Bernard et Pierre Bernard.
Pierre Bernard, né le 6 mai 1934 à Alban et mort le 5 décembre 2020 à Trébas, est un homme politique français, membre du PS puis indépendant.

## Biographie
Maire de Trébas de 1970 à 2001, Pierre Bernard est conseiller général du canton de Valence-d'Albigeois de 1982 à 2001.
Il succède à André Billoux à l'Assemblée nationale après le décès de ce dernier — dont il était le suppléant — en octobre 1980. Réélu député en 1981, il siège jusqu'en 1993 : n'étant pas candidat lors du scrutin de mars 1993, il permet par son retrait l'élection de Paul Quilès comme député de la 1re circonscription du Tarn.
Il préside le Syndicat départemental d'énergies du Tarn (SDET) jusqu'en 2014.
Il fait paraître en 2015 un ouvrage relatant son activité professionnelle et politique, intitulé Trébas, en cinquante ans de ma vie.
En 2018 un ouvrage publié en juin, intitulé Ma jeunesse.
En 2019 un dernier ouvrage publié en décembre, intitulé Le hasard et les circonstances. Disponible au Logis Hostellerie les Lauriers à Villeneuve sur Tarn, Téléphone : 05.63.55.84.23 